# Bleu porte-queue de l'Est
Cupido comyntas
Espèce
Le Bleu porte-queue de l'Est (Cupido comyntas) est une espèce nord-américaine de lépidoptères (papillons) de la famille des Lycaenidae.

## Dénominations
Cupido comyntas a été nommé par Godart en 1824.
Synonymes : Polyommatus comyntas Godart, [1824]; Everes comyntas (Godart, [1824]); Lycaena comyntas ; Godman & Salvin, [1887].

### Noms vernaculaires
Le Bleu porte-queue de l'Est se nomme Eastern Tailed Blue  en anglais.

### Sous-espèces
- Cupido comyntas sissona (Wright, 1905)
- Cupido comyntas texana (Chermock, 1945)[1].

## Description
C'est un petit papillon qui présente un dimorphisme sexuel, le dessus du mâle est bleu à reflets violets bordé d'une fine marge noire et d'une frange blanche, avec une queue aux postérieures, celui de la femelle est marron et dans la génération printanière marron suffusé de bleu, avec les mêmes frange blanche et queue.

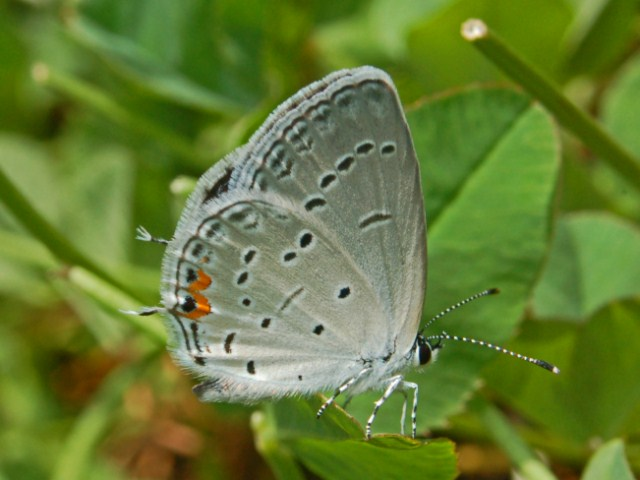
revers

Le revers est gris pâle un peu suffusé de bleu et orné de petits points noirs cernés de blanc et aux postérieures un à trois chevrons orange submarginales proches de la queue.

## Biologie

### Période de vol et hivernation
Il vole de mai à octobre en deux ou trois générations.
Il hiverne au stade de chenille.

### Plantes hôtes
Les plantes hôtes de sa chenille sont divers : des  astragales (Astragalus), des Desmodium, des Lathyrus, des Melilotus, des Trifolium.

## Écologie et distribution
Il est présent sous forme de deux isolats dans l'est et dans le sud-ouest de l'Amérique du Nord. Au Canada il est présent dans le sud du Nouveau-Brunswick, du Québec et de l'Ontario et, à l'ouest dans le sud du Manitoba et le sud-est de la Saskatchewan. Aux États-Unis il est présent du centre à l'est et dans l'ouest,.

### Biotope
Il réside dans les lieux ouverts.

### Protection
Pas de statut de protection particulier.